# Andronic Comnène (fils de Jean II)
Pour les articles homonymes, voir Andronic Comnène.
Andronic Comnène (en grec : Ἀνδρόνικος Κομνηνός) (vers 1108-1142) est un prince byzantin de la famille des Comnènes, fils de l'empereur Jean II Comnène qui règne de 1118 à 1143.

## Biographie
Andronic Comnène est né en 1108 ou 1109. Il est le troisième enfant et le deuxième fils de Jean II et de sa femme, Irène de Hongrie. Vers 1122, alors que son frère aîné Alexis Comnène est élevé au rang de coempereur, lui-même devient sébastocrator avec ses deux jeunes frères, Isaac Comnène et le futur Manuel Ier Comnène. Cette dignité est alors la plus élevée après celle d'empereur. 
Andronic est très tôt impliqué dans la politique militaire de son père. Il l'accompagne lors d'une campagne victorieuse contre le royaume de Hongrie en 1129. Comme ses autres frères, il est aussi des campagnes contre les Seldjoukides en Asie Mineure. Les poètes de la cour, Michel Italikos et Théodore Prodrome, louent les compétences militaires d'Andronic, comparé à des héros mythiques de l'Iliade. Il meurt en août 1142, un an avant son père et juste après son frère aîné Alexis, qui décède d'une fièvre brutale près d'Antalya, lors d'une campagne contre le royaume de Petite-Arménie. Andronic a justement pour mission de ramener le corps de son frère à Constantinople mais il tombe lui aussi malade. Finalement, c'est Isaac qui ramène les dépouilles de ses deux frères jusqu'à la capitale, pour qu'ils soient enterrés au monastère du Pantocrator.

## Famille
Andronic se marie vers 1124 à une femme nommée Irène, dont la famille est totalement inconnue, à l'exception d'une référence d'un poète anonyme qui affirme qu'elle descend d'Énée. Plusieurs enfants leur sont connus :
- Marie Comnène, qui épouse Théodore Dasiotès puis Jean Cantacuzène ;
- Jean Doukas Comnène (mort en 1176) qui épouse une certaine Taronitissa et a une fille, prénommée Marie ;
- Théodora Comnène qui se marie avec Henri II d'Autriche ;
- Eudoxie Comnène qui se marie à un homme inconnu puis à Michel Gabras. Elle est aussi connue pour avoir été l'une des maîtresses d'un de ses parents, le futur Andronic Ier Comnène ;
- Alexis Comnène, marié à Marie Doukas avec qui il a une fille, Eudocie, et deux fils morts prématurément. Il aurait eu pour maîtresse Marie d'Antioche, la veuve de Manuel Ier, avec qui il dirige la régence de son fils Alexis II Comnène, avant d'être renversés par Andronic Ier.